# 高彥康
高彥康（?—?），南北朝人，北齐孝昭帝高演的第六個兒子。
武平元年（572年）秋七月癸丑，封定阳王（定陵王），加仪同三司，与兄弟高彥理、高彥德、高彥基、高彥忠同时受封。其后史书事迹不载。